# Neoconocephalus globiceps
Neoconocephalus globiceps är en insektsart som först beskrevs av Heinrich Hugo Karny 1907.  Neoconocephalus globiceps ingår i släktet Neoconocephalus och familjen vårtbitare. Inga underarter finns listade i Catalogue of Life.